# Arendal, Göteborg

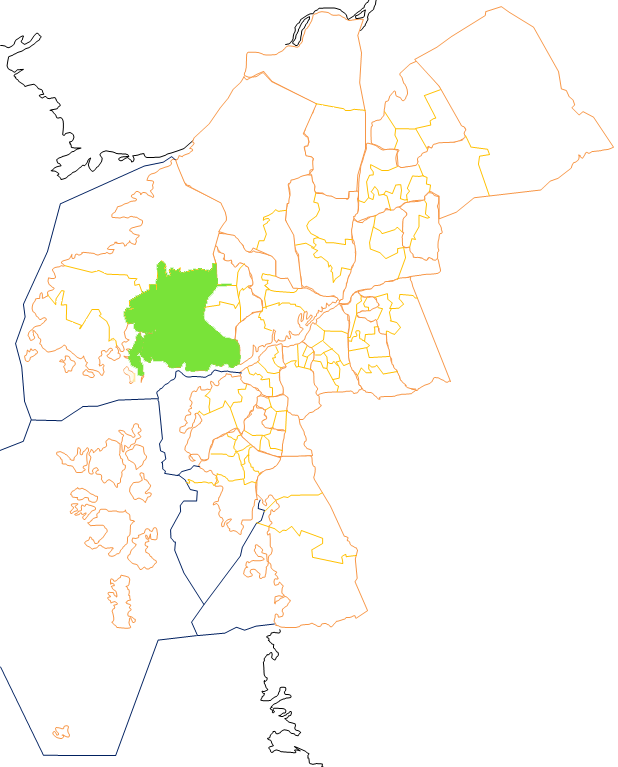
Primärområdet Arendal

Arendal är en stadsdel och ett primärområde i stadsområde Hisingen i Göteborgs kommun, belägen på Hisingen i Göteborg. Det är ett renodlat industri- och verksamhetsområde och folkmängden uppgick 2012 till endast 90 personer. Stadsdelen har en areal på 890 hektar.
Den 3 mars 1957 beslöt magistraten i Göteborg att Arendal skulle delas upp i stadsdelarna Arendal och Syrhåla.
I Arendal fanns tidigare Arendalsvarvet (1963-1989). Numera är det ett stort logistik- och industriområde med många olika företag, bland annat huvudkontor och utvecklingsavdelning för Volvo Bussar samt produktionsanläggningar för flera av Volvos underleverantörer. Här ligger också Volvo Museum. Idag ägs Arendal till största del av fastighetsägaren Platzer som köpte området av Volvo 2016. Inom området finns även Skandinaviens största hamn Göteborgs Hamn som hanterar cirka 30% av Sveriges årliga utrikeshandel. 

## Historia
Namnet Arendal slogs fast i samband med områdets införlivning med Göteborg år 1967, och kommer av det närliggande Ardalsberget, där betydelsen av förleden Ar- är omtvistad. De två teorierna är; namnet Ar av det fornsvenska ordet Arna som betyder örn eller av mansnamnet Arne. Fram till 1967 förekom främst stavningen Ardal, men även Arndal, Arnedal och Ahrendal under 15- och 1600-talen.
Arendal, som tillsammans med Härröd och Syrhåla tillhör Lundby församling och gemensamt kallas "Lundby yttre hemman", ligger på grund av en märklig gränsdragning som en enklav, helt skild från sin modersocken och med hela sin landgräns mot Björlanda och Torslanda.
Gården Ardal var tidigt ett så kallat frälse-hemman som med säkerhet kan följas från år 1529, då ägd av borgaren i Lödöse, Anders Esbjörnsson. Tidigare ägare var av släkten Vinge. År 1629 lydde gården under Lindorm Stake och senare (1709) såldes egendomen till kommendanten för Nya Älvsborgs fästning, Christ. G. Wittingh. Den siste ägaren av gården som helt hemman, var bryggaren Leidits från Göteborg, cirka 1799.
År 1846 inrättades en Gästgifweriinrättning i närheten av Älvsborgs fästning "... åliggande att förse resande med sådane beqvämligheter, som å de större Gästgifwaregårdame wid allmänna farwägame, utan husrum och förfriskning af enklaste beskaffenhet endast borde wara att påräkna, ...". I och med att fästningen förlorade sin karaktär av fångvårdsanstalt, upphörde gästgiveriet 1869.

### Bebyggelse och fritid
Strax efter mitten av 1870-talet utvecklades Arendal till en badort, delvis på mark som avsöndrats från bonden Johan Olssons gård. Vid inre delen av den lilla dal, där Olssons gård låg, reste sig åtminstone sedan 1800-talets början Davida Karlssons gård Höjden, från vilken Olssons marker omkring 1860 avskildes. På Arendal hade från omkring 1870-talet grosshandlare Pehr Lithander, skeppsredare John E. Olson, stadsmäklare Jacob Dahl, ögonläkare Ernst Salén, salthandlare Gustaf Reinhold Setterberg och trävaruhandlare Ludvig James Barchmann med flera sina sommarnöjen. Mitt emot Davida Karlssons gård — på dalens västra sida — låg en villa som på slutet var Frälsningsarméns ungdomsgård. Den uppfördes ursprungligen av förre sjökaptenen och trävaruhandlaren Ludvig James Barchmann, som hade brädupplag vid Färjenäs, och såldes av denne — troligen senast i slutet av 1880-talet — till notarien Christian Paterson. Villan innehades därpå av doktor Albin Pihl 1901—1911 och 1911—1916 av handlanden John Lithander, son till P. Em. Lithander. John Lithander hade troligen bott på Arendal åtminstone från 1909, då han detta år framträdde som en av de tre stiftarna av Trafik AB Arendal. Nästa villa på dalens västra sida uppfördes av salthandlare Gustav R. Setterberg. Byggnadsmaterial var saltpråmar, och villan skall ha varit den första på Arendal, troligen från 1870-talet. Den övergick år 1903 från fru Setterberg till barnläkaren Josef Wirseen, som byggde om den. Wirseens bodde kvar till och med sommaren 1931.
Ögonläkare Ernst Saléns villa hette Rosenborg, en äldre ombyggd bondgård. På en oljemålning av Berndt Lindholm "Arendal 1879" syns villan, vars lilla lustiga torn då fortfarande hade det platta tak som senare skulle ersättas av ett spetsigt. Grindstolparna — av sten — har namnet Rosenborg och årtalet 1884. Villan övertogs troligen detta år av skeppsredaren och varvsdisponenten Douglas Kennedy, vars hustru Caroline, född Åhmansson, bebodde den till andra världskrigets utbrott 1939. Näst intill låg stadsmäklare Jacob Dahls villa Tjällstorp, som påbörjades 1876 och färdigställdes året därpå. Den beboddes i åtminstone fyra generationen av Dahls släktingar och ända in på mitten av sextiotalet. Bortom Dahls låg skeppsredare John E. Olsons villa Fjordhem och en annan tillhörande hans släkting pianohandlare Wilhelm Nilsson.
Intill Davida Karlssons gård, på dalens östra sida, låg en villa som var uppförd av trävaruhandlaren Barchmann och som under sin första tid även bodde här. Villan övertogs därefter av magistratssekreterare Gudmund Åkermark, i slutet av 1910-talet av en direktör Bergström och omkring 1920 av en "herr och fru Svahn," som bodde där några få år. Fortfarande på dalens östra sida fanns Johan Olssons gård, som 1901 köptes av Göteborgs stad för 71 000 kronor. Staden arrenderade därefter ut den, först till Olsson själv och sedan 1909—1959 till Ossian Pehrsson. Alldeles i närheten, låg vid en igenfylld vik den av handlanden och riksdagsmannen P. Em. Lithander 1876 uppförda villan Elfsvik, vilket gick att utläsa på grindstolparna. Inför en mudderuppläggningen i viken, såldes villan 1901 till Göteborgs stad för 49 000 kronor.
Sommarstället Tjällstorp byggdes av stadsmäklare Jacob Dahl och dennes hustru Ida Spaak. Arkitekt var sedermera professor Gustaf Dahl. Tjällstorp låg inom Göteborgs stad, med stadsäga 398—400, och uppfördes 1876–1877. Villan restaurerades av Carl Gustaf Dahl 1922, och innehöll två våningar, vind och källare. En förening för sport fanns även på Arendal. Ledare för denna var Amanda Rundberg och hennes bror Victor Setterberg samt Carl Gustaf Dahl. Föreningen hette Arendals Idrotts-Klubb, "AIK." Man startade på 1890-talet en golfklubb och anlade en golfbana — båda bland de första i Sverige. Golfbanan odlades upp under första världskriget. Tennis spelades först i Linnevik men sedan på en bana som anlades ett stycke från Villabron. Den var gjord av ett brunt, kolstybbartat material, som fick dras över med handvält för att bli hård. Ännu på 1920—30-talen hölls banan i gott skick av skeppsredare John E. Olsons barnbarn, men förföll sedan.

## Stadsområdes- och stadsdelsnämndstillhörighet
Primärområdet tillhörde fram till årsskiftet 2020/2021 stadsdelsnämndsområdet Västra Hisingen och ingår sedan den 1 januari 2021 i stadsområde Hisingen.

## Övrigt
- Golf - Sveriges första golfklubb bildades den 15 april 1891 i Göteborg, Gothenburg Golf Club, av den engelske pastorn A.V. Despard. Göteborgaren Viktor H. Setterberg anlade tre år senare en 18-hålsbana med 1 692 meters längd, vid de så kallade Skalebackarna i Arendal.
- Vid Sandvik i Arendal låg Adolf Anderssons Varmbadhus. Här erbjöds "Varma Saltsjöbad med dusch", för 75 öre i första klass.[11]